# Pseudopeptidoglykan
Pseudopeptidoglykan (též pseudomurein) je hlavní složkou buněčné stěny některých archeí. Liší se od bakteriálního peptidoglykanu po chemické stránce, ale připomíná ho svým vzhledem, funkcí a strukturou.
Hlavní složkou pseudopeptidoglykanu je N-acetylglukosamin a kyselina N-acetyltalosaminuronová, na rozdíl od peptidoglykanu, který místo toho obsahuje kyselinu N-acetylmuramovou. Mezi N-acetylglukosaminem a kyselinou N-acetyltalosaminuronovou je β-1,3-glykosidická vazba, kterou neumí rozložit lysozymy.